# Васин, Александр Алексеевич
Александр Алексеевич Васин (род. 1952) — математик, доктор физико-математических наук, профессор факультета ВМК МГУ. Ведущий российский специалист в области теории некооперативных игр и её применений к экономике и биологии.

## Биография
Окончил с отличием факультет ВМК МГУ (1974) и аспирантуру факультета ВМК МГУ (1977).
Защитил диссертацию «Достижимые векторы выигрышей и устойчивые ситуации в сверхиграх» на степень кандидата физико-математических наук (1978).
Защитил диссертацию «Эволюционные модели и принципы оптимальности коллективного поведения» на степень доктора физико-математических наук (1991). Присвоено учёное звание профессора (1994).
В Московском университете работает с 1977 года: ассистент (1977—1984), доцент (1984—1993), профессор (с 1993), заместитель заведующего (с 2004) кафедрой исследования операций факультета вычислительной математики и кибернетики, и. о. заведующего той же кафедрой (с 2016).
Область научных интересов: моделирование коллективного поведения в экологических и социальных системах, теория несовершенной конкуренции, задачи оптимизации налоговой системы. Автор 6 книг и 54 научных статей. Подготовил 5 кандидатов наук.

## Награды, премии, почётные звания
- Диплом первой степени конкурса молодых учёных МГУ (1985).
- Премия Совета министров СССР (1988),
- Действительный член РАЕН (2004).
- Заслуженный профессор Московского университета (2006).
- Член Совета Российского общества исследования операций и Общества экономического проектирования (Society for Economic Design).